# Bodroghalom
Bodroghalom (slovensky Lúka, historicky maďarsky Luka) je vesnice v Maďarsku. Leží v župě Borsod-Abaúj-Zemplén v okrese Cigánd, asi 93 km severovýchodně od Miškovce, u silnice ze Sátoraljaújhely do Cigándu. Má rozlohu 2686 ha a v roce 2007 zde žilo 1 444 obyvatel. Území vesnice se rozkládá na rovině, nadmořská výška je zhruba 92-100 m.
První písemná zmínka pochází z roku 1358, ale podle archeologických nálezů vzniklo místního osídlení mnohem dříve. Obec byla dříve zvána Luka, ale v roce 1927 byla přejmenována. Nové jméno odkazuje na písčiny regionu Bodrogköz.